# Valie Export

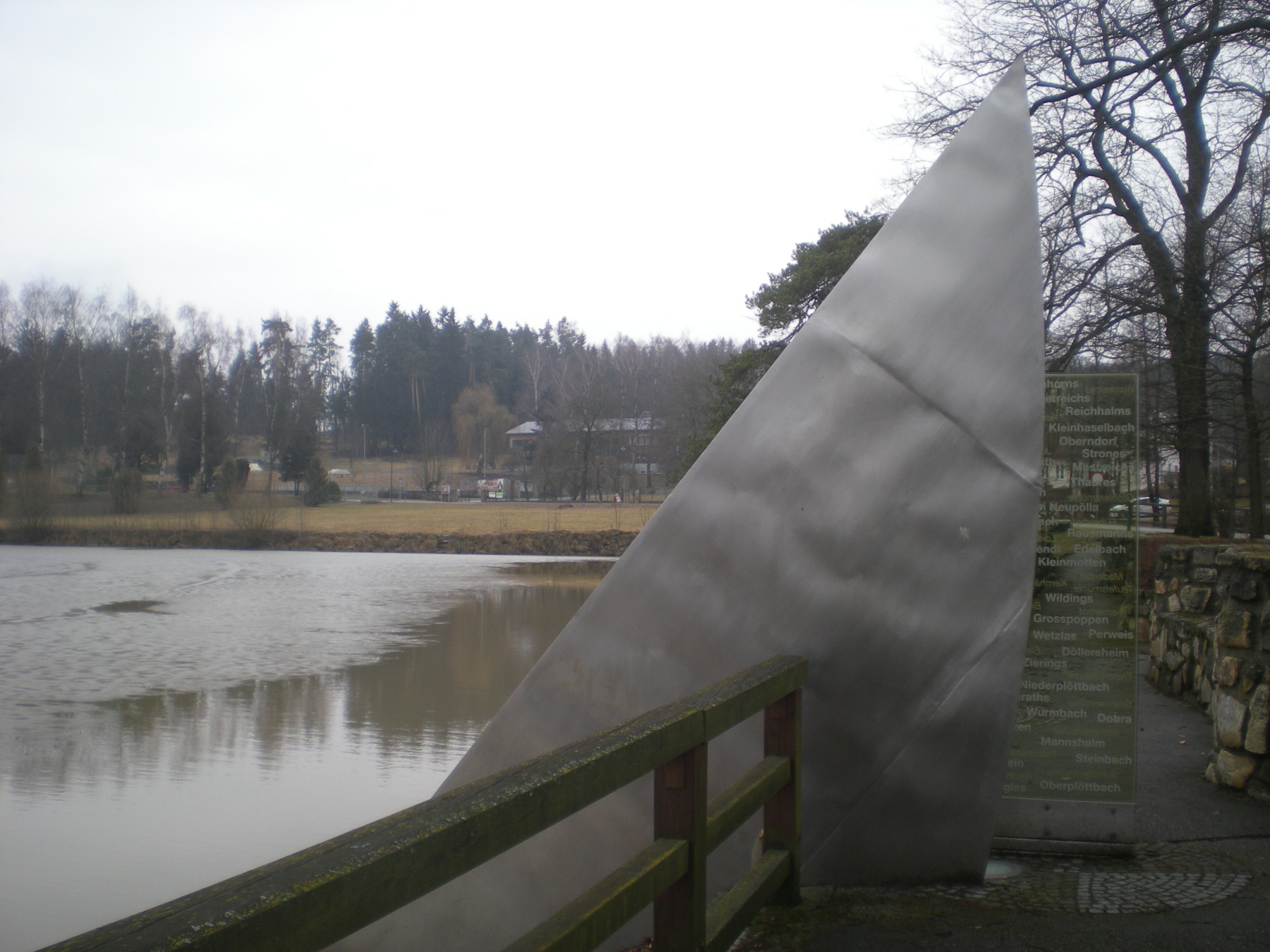
Escultura en Allensteig.

Valie Export también VALIE EXPORT (Linz, 17 de mayo de 1940) su nombre de nacimiento es Waltraud Lehner y después de su boda Waltraud Höllinger es una artista feminista austríaca. Su trabajo incluye video instalaciones, performances, cine expandido, animaciones de ordenador, fotografía, escultura y publicaciones sobre arte contemporáneo. Es una de las artistas pioneras en analizar las políticas de género. En su creación se abordan temas como la identidad, el sexo y el cuerpo como modo de expresión y lenguaje.

## Trayectoria
Hasta los 14 años fue educada en un convento y más tarde estudió en la Escuela de Artes y Oficios de Linz. 
Sus inicios artísticos estuvieron vinculados al accionismo vienés de los años 60, un movimiento formado en su mayor parte por hombres, y que tenía en el propio cuerpo el campo de formulación artística esencial, con la realización de performances que buscaban sacar de su comodidad a una sociedad austriaca que se había vuelto a acomodar en la normalidad con gran rapidez una vez finalizada la Segunda Guerra Mundial. Debido al machismo imperante del accionismo vienés, pasará a enmarcar su obra dentro de lo que denominó como “accionismo feminista”.
Su identidad como mujer y la búsqueda de un camino personal, la llevó a entrar de lleno en reflexiones acerca del papel que había desempeñado históricamente la mujer en la historia del arte, y como los esquemas patriarcales habían definido de una manera determinada la identidad femenina incorporándose de lleno en los postulados de un arte feminista.
En 1967 inventa y adopta su nombre artístico "VALIE EXPORT", un concepto y logotipo que le dará nombre el resto de su carrera y que debe ir escrito con letras mayúsculas. Rechazando los apellidos de su padre y esposo, coge el término de una marca de cigarrillos. 
En uno de sus primeros trabajos, su rostro ocupaba con una fotografía (Selbsproträt, 1968) un paquete de cigarrillos cuyo logotipo había sido manipulado y con una leyenda en latín y alemán "Semper et ubique, Immer und Uberall" (siempre y ubicua), una forma de significarse como una mujer cuya impronta es fruto de su voluntad y no de la imagen sexista que la iconografía occidental construía de ellas.
Su trabajo es relevante dentro de la historia del arte feminista gracias a sus "performances de guerrilla". 
Desde 1995/1996 es catedrática de performance multimedia en la Academia de Media Kunst|Kunsthochschule für Medien de Colonia, Alemania.
En junio de 2023 la galería Albertina de Viena presentó una gran retrospectiva de la artista con obras que abarcan desde las primeras acciones feministas pioneras de EXPORT hasta sus provocativas actuaciones e instalaciones y el grupo conocido como Body Configurations (1972-1982), en el que trabajó constantemente durante muchos años.

## Obra
- Splitscreen - Solipsismus (1968)
- Aus der Mappe der Hundigkeit (1968)
- INTERRUPTED LINE (1971)
- ...Remote…Remote... (1973)
- Mann & Frau & Animal (1973)
- Adjungierte Dislokationen (1973)
- Invisible Adversaries (Unsichtbare Gegner, 1976)
- Menschenfrauen (1977)
- Syntagma (1983)
- The Practice of Love (Die Praxis der Liebe, 1984)
- I turn over the pictures of my voice in my head (2008)